# Giubega
Giubega es una comuna ubicada en el distrito de Dolj, Rumania.

## Superficie
Posee una superficie de 52,61 kilómetros cuadrados.

## Demografía
Hasta 2021 la población era de 1782 habitantes, con una densidad de población de 33,87 habitantes por kilómetro cuadrado.